# Martí Amagat i Matamala
Martí Amagat i Matamala (Bañolas, 27 de agosto de 1931 - Bañolas 21 de mayo de 2011) fue un poeta español. Fue rector en Arenys de Mar durante 32 años.

## Biografía
Estudió la carrera eclesiástica en el Seminario de Gerona. El 4 de julio de 1954 cantó misa en la catedral de Gerona. A continuación ejerció como sacerdote primer siendo vicario de Llagostera y luego, de vicario de La Bisbal del Ampurdán en 1955.
De 1956 a 1974 fue director de la Casa Misión de Bañolas y de 1971 a 1974 lo compaginó haciendo también de director del Departamento de Catequesis para Adultos.
De 1974 a 1985 fue rector de la parroquia de Santa María de Arenys de Mar. De 1978 a 1981, encabezó el arciprestazgo del Maresme en Arenys de Mar. De 1985 a 2006 volvió al cargo inicial de rector de Arenys de Mar, localidad de donde fue elegido personaje del año 2006.
De 1998 a 2003 perteneció al Colegio de Consultores. Finalmente, desde 2006 y ya jubilado, residió con su hermano y sobrinos en la parroquia de Santa María de Bañolas, donde falleció.